# Pismo Jeremije proroka
Pismo Jeremije proroka je jedan od spisa Biblije i Staroga zavjeta. Pripada u deuterokanonske knjige. 
Pismo Jeremije proroka svrstava se u deuterokanonskih knjiga, koje kao sastavni dio Staroga zavjeta priznaju katolici i pravoslavni. Katolici ovo pismo gledaju kao 6. poglavlje u Baruhovoj knjizi, a kod pravoslavnih je zasebna knjiga. Neki smatraju, da je autor prorok Jeremija, a drugi da je neki helenistički Židov iz Aleksandrije. Ne zna se točno vrijeme pisanja. Smisao pisanja je poručiti prognanim Židovima u Babilonu, da se ne klanjaju babilonskim poganskim idolima, nego samo pravome Bogu. Oni su dospjeli u Babilon, zbog grijeha protiv Boga, nakon što je babilonski kralj Nabukodonosor II. osvojio Judeju. Tamo će ostati oko 70 godina. Pisac je naglasio, da su poganski idoli od srebra i zlata nemoćni i nesposobni: "Naime oni ne mogu ni prokleti ni blagosloviti kraljeve; oni su nesposobni pokazati bezbožnicima znakove u nebu ni svijetliti kao mjesec. Divlje zvijeri su im nadmoćnije, one koje mogu, bježeći prema jednom zaklonu, spasiti same sebe. Dakle, na nikakav način, nama se ne čini da su to bogovi; dakle ne bojte ih se! (Bar 6, 65-67). Ovo pismo je jedno od tri deuterokanonske knjige (uz Tobiju i Knjigu Sirahovu), koje su pronađene među Kumranskim svicima s Mrtvog mora. Tekst je bio na grčkome jeziku. 